# Kovács Zsanett (labdarúgó)
Kovács Zsanett (Budapest, 1991. augusztus 10. –) labdarúgó, középpályás. Jelenleg a Hegyvidék SE játékosa, csapatkapitánya.

## Pályafutása
2004-ben a Ráckeve VSE csapatában kezdte a labdarúgást. 2005 és 2008 között az Olimpia NFK játékosa volt. 2006-ban ebben a csapatban mutatkozott be az élvonalban. 2008 őszén a másodosztályú Völgységi NSE együttesében szerepelt. 2009 és 2011 között a Hegyvidék SE labdarúgója volt. Tagja volt a 2009–10-es és a 2011–12-es másodosztályú bajnokcsapatnak. Utóbbiban csak két mérkőzést játszott a szezon elején, mert a 2011–12-es idényben a Ferencvárosi TC játékosa volt. 2012 nyarán visszatért a Hegyvidék csapatához.

## Sikerei, díjai
- NB II
  - bajnok: 2009–10, 2011–12